# On the Tendency of Species to form Varieties; and on the Perpetuation of Varieties and Species by Natural Means of Selection
On the Tendency of Species to form Varieties; and on the Perpetuation of Varieties and Species by Natural Means of Selection è un saggio pubblicato per la prima volta nel Journal of the Linnean Society of London, nella sezione di Zoologia, nel 1858. Il documento contiene tre testi scritti da Charles Darwin e Alfred Russel Wallace e rappresenta uno dei primi lavori pubblici che esplorano la teoria dell'evoluzione per selezione naturale. In questo saggio, Darwin e Wallace espongono le loro idee sulle varietà all'interno delle specie e sulla tendenza delle specie a divergere e formare nuove varianti attraverso processi naturali.
Il saggio suscitò poco interesse inizialmente durante la riunione della società.

## Contenuto
Il testo è stato ricevuto con molta attenzione, ma non senza difficoltà. Dopo che Darwin ricevette la lettera di Wallace il 18 giugno 1858, i due scienziati decisero di pubblicare insieme le loro teorie, con Wallace che aveva inviato a Darwin una descrizione della sua teoria dell'evoluzione in modo del tutto indipendente.
»
(Lettera del 30 giugno 1858)
La comunicazione del saggio alla Linnean Society fu redatta il 30 giugno e consegnata il 1º luglio 1858, quando Sir Charles Lyell e Sir Joseph Hooker presentarono il lavoro. Darwin, a causa di gravi problemi familiari, non era presente alla presentazione.
(Lettera del 30 giugno 1858)
La lettera prosegue con la presentazione dei tre testi. Il primo è il saggio di Darwin
(Lettera del 30 giugno 1858)
segue una lettera di Darwin
(Lettera del 30 giugno 1858)
chiude il saggio di Wallace
(Lettera del 30 giugno 1858)

## Pubblicazione
Il saggio fu pubblicato in varie forme e ripubblicato in numerosi libri e articoli, con l'edizione originale che comprendeva diverse varianti a seconda delle modalità di distribuzione del Journal. Il lavoro è stato tradotto in diverse lingue, tra cui il tedesco, l'italiano e il russo, e nel corso degli anni ha continuato ad essere una pietra miliare nel campo della biologia evolutiva.
L'edizione originale era disponibile per i membri della Linnean Society in diverse modalità, tra cui una versione combinata di Zoologia e Botanica, oppure separata per le singole discipline. Il saggio di Darwin e Wallace è stato distribuito in copertine colorate (azzurre per Zoologia, verdi per Botanica) e anche in copie speciali per i membri dell'autore. Le copie personali degli autori erano stampate su carta color avana e contenevano una nota che indicava che il lavoro proveniva dal Journal of the Proceedings of the Linnean Society di agosto 1858.
Anche se non fu mai ristampato come opuscolo separato in inglese, il saggio fu ristampato in varie celebrazioni, come quelle del 1908 per il compleanno di Darwin e nel 1930 in un facsimile nel periodico Isis di Sarton's. Il lavoro, pur non essendo immediatamente riconosciuto dal grande pubblico, ha avuto una straordinaria influenza sulla formulazione della teoria dell'evoluzione.

## Edizioni
- Charles Darwin e Alfred Russel Wallace, On the tendency of species to form varieties; and on the perpetuation of varieties and species by natural means of selection, in Linnean Society of London, Journal of the Proceedings of the Linnean Society of London, 1858,  pp. 45-50.